# 조니 레오니
조니 레오니(Johnny Leoni, 1984년 6월 30일 ~ )는 스위스 태생의 전 축구 선수이다.